# Afonso Dhlakama

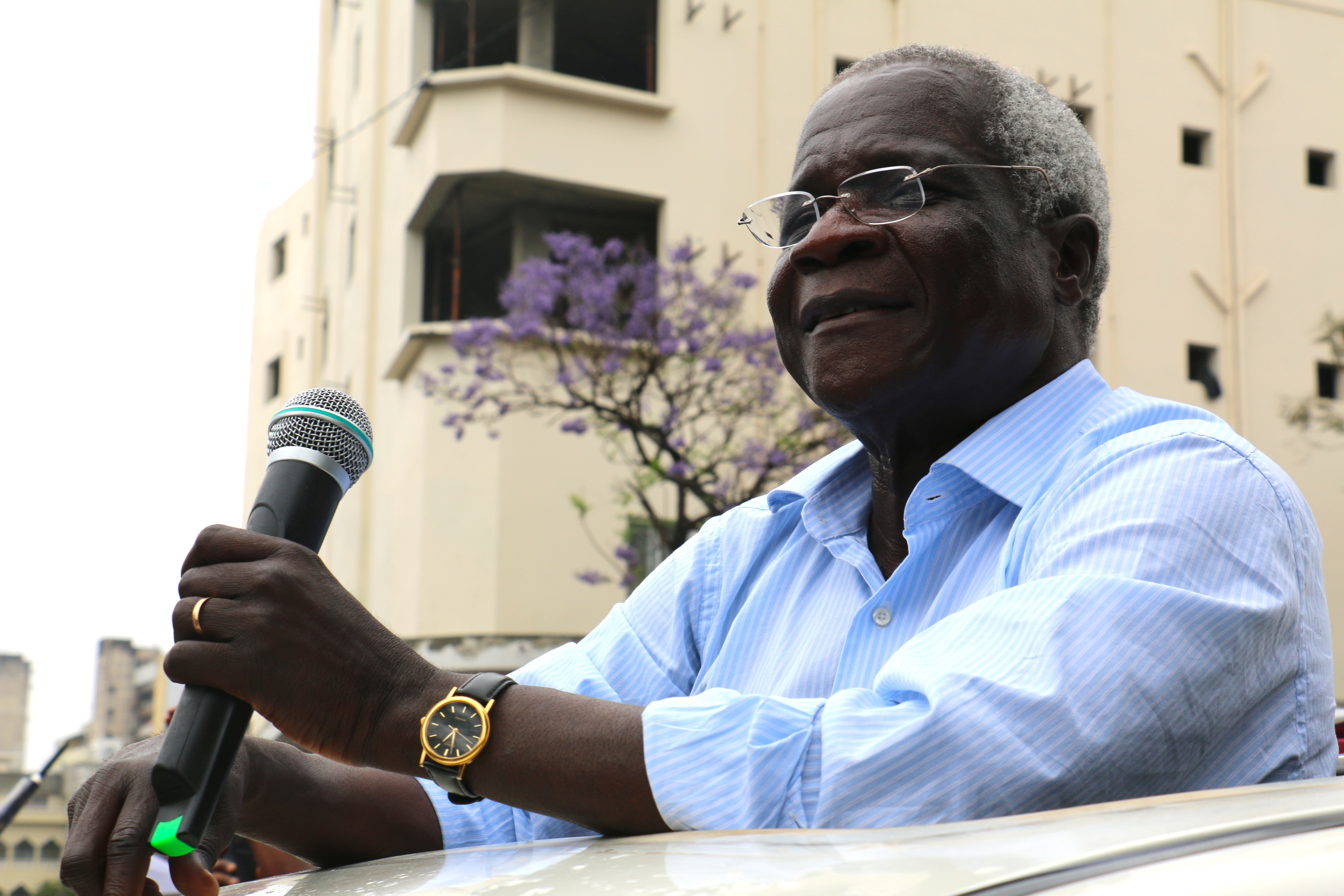
Afonso Dhlakama (2014)

Afonso Macacho Marceta Dhlakama, kurz Afonso Dhlakama, (* 1. Januar 1953 in Mangunde, Distrikt Chibabava, Provinz Sofala, Portugiesisch-Ostafrika; † 3. Mai 2018 im Distrikt Gorongosa, Provinz Sofala, Mosambik) war von 1979 bis Mai 2018 Vorsitzender der größten mosambikanischen Widerstandsbewegung und späteren Oppositionspartei RENAMO (Resistência Nacional Moçambicana). Zwischen 1979 und 1992 führte Dhlakama die RENAMO im mosambikanischen Bürgerkrieg.

## Leben
Afonso Macacho Marceta Dhlakama wurde am 1. Januar 1953 im Dorf Mangunde (Distrikt Chibabava) in der Provinz Sofala geboren, damals noch Teil der portugiesischen Kolonie Portugiesisch-Ostafrika. Er war Sohn des lokalen Stammeshäuptlings der Mangunde.

### Einzug in den Bürgerkrieg
Mit 21 Jahren – 1974 und damit kurz vor der Unabhängigkeit Mosambiks – trat Dhlakama der nationalen Befreiungsbewegung Frente de Libertação de Moçambique (FRELIMO) bei. Er verließ diese jedoch bereits nach kurzer Zeit und gründete mit anderen Mitstreitern die Oppositionsbewegung Resistência Nacional de Moçambique (RNM, später RENAMO), zu Deutsch „Nationaler Widerstand von Mosambik“. Die Gründung war von südafrikanischen und südrhodesischen Geheimdiensten gefördert und unterstützt worden, um eine Verbreitung des Einflusses der marxistischen FRELIMO nach Südafrika und Südrhodesien (heute Simbabwe) zu vermeiden. Bereits kurz nach der Unabhängigkeit Mosambiks initiierte die RENAMO einen Bürgerkrieg gegen die FRELIMO aus den zentralen Provinzen des Landes (Sofala, Zambézia) heraus.
Am 17. November 1979 gelang es den FRELIMO-Kräften den damaligen Führer der RENAMO, André Matsangaíssa, in einem Gefecht im Gorongosa-Gebiet zu töten. Wenige Monate später konnte sich Dhlakama im Alter von 27 Jahren durchsetzen und die Führung der Widerstandsbewegung übernehmen. Insbesondere unter ihm verstärkte sich der Bürgerkrieg und umfasste fortan praktisch das gesamte Land, tausende Menschen kamen in dem Bürgerkrieg um. Auch nach dem Nkomati-Abkommen 1984, in dem sich die südafrikanische (Botha) und die mosambikanische (Machel) Regierung formell einigten, keine Widerstandsbewegungen im jeweils anderen Land (ANC bzw. RENAMO) zu unterstützen, führte Dhlakama den Krieg fort.

### Friedensverhandlungen, Demokratisierung, Wahlen

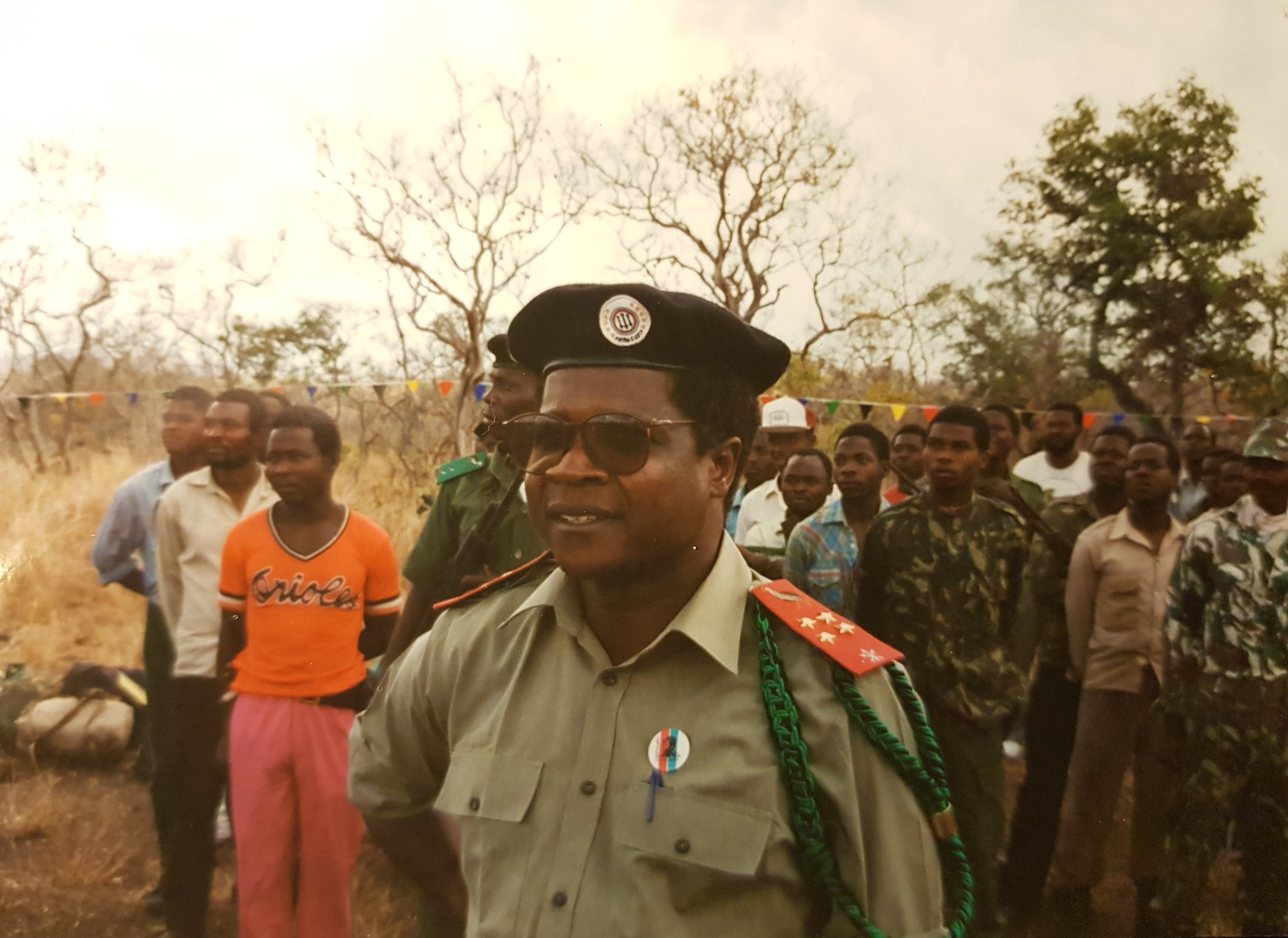
Afonso Dhlakama im Jahr 1993, kurz nach den erfolgreichen Friedensverhandlungen mit der FRELIMO

Erst mit dem Amtsantritt Joaquim Chissanos – nachdem zuvor der langjährige Staatspräsident Samora Machel bei einem Flugunfall ums Leben gekommen war – begannen erste Friedensverhandlungen zwischen beiden Seiten. Am 4. Oktober 1992 unterzeichnete Dhlakama zusammen mit Chissano in Rom den Friedensvertrag (Acordo de Roma), der dem seit 16 Jahren andauernden Bürgerkrieg ein Ende setzte. Durch den Krieg waren die Wirtschaft und die Infrastruktur des Landes zerstört, 900.000 Menschen getötet und 1,3 Millionen Menschen zu Flüchtlingen geworden. Nach dem Friedensabkommen entwickelte sich die RENAMO zu einer demokratischen politischen Partei und nahm seit Anfang der 1990er Jahre an den meisten nationalen und kommunalen Wahlen teil. Bei den ersten demokratischen Präsidentschaftswahlen Mosambiks 1994 trat Afonso Dhlakama gegen den amtierenden Staatspräsidenten Chissano an, verlor jedoch deutlich mit 33 Prozent der abgegebenen Stimmen gegen Chissano mit 53 Prozent.
In den darauffolgenden Jahren wandelte sich die RENAMO unter Dhlakama zu einer demokratischen Oppositionspartei, die jedoch gegen die absoluten Mehrheiten der FRELIMO politisch kaum Gewinne erzielen konnte. Bei den Präsidentschaftswahlen 1999 trat Dhlakama erneut gegen Chissano an, verlor jedoch erheblich knapper mit 47 Prozent zu 52 Prozent der abgegebenen Stimmen. Bis heute sind RENAMO-Anhänger wie auch politische Beobachter überzeugt, dass die Wahl gefälscht worden war.
Auch bei den nachfolgenden Präsidentschaftswahlen 2004 und 2009, bei denen er gegen den FRELIMO-Kandidaten Armando Guebuza antrat, unterlag er (2004: 16 Prozent für Dhlakama, 75 Prozent für Guebuza; 2009: 31 Prozent für Dhlakama, 63 Prozent für Guebuza). Dhlakama und die RENAMO bezeichneten die Wahlen als gefälscht und protestierten dagegen, konnte sich jedoch mit einer Wahlbeschwerde nicht durchsetzen. Die durch erhöhte Brotpreise entfachten Unruhen im Jahr 2010 befeuerte die RENAMO und unterstützte eine Verbreitung im ganzen Land.
Die insgesamt gesunkenen Wahlergebnisse deuteten viele Beobachter als Schwäche Dhlakamas innerhalb der Partei, ein Grund läge auch in der mangelnden innerparteilichen Demokratie der RENAMO. Für viele junge Mosambikaner war der stets antretende RENAMO-Kandidat weniger überzeugend, was zur RENAMO-Abspaltung „Movimento Democrático de Moçambique“ (MDM, Demokratische Bewegung von Mosambik) führte.

### Militärischer Konflikt ab 2013

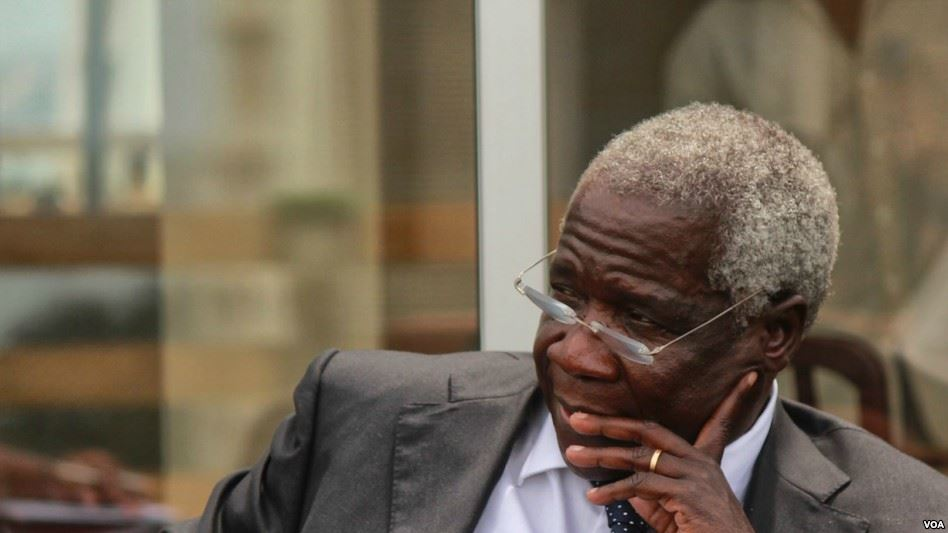
Afonso Dhlakama stellte sich insgesamt fünf Mal (1994, 1999, 2004, 2009, 2014) als RENAMO-Kandidat für die mosambikanischen Präsidentschaftswahlen auf, verlor diese jedoch alle gegen die konkurrierenden FRELIMO-Kandidaten

In der zweiten Amtszeit des mosambikanischen Staatspräsidenten Armando Guebuza (2010–2015) verschlechterte sich das Verhältnis zwischen den beiden größten Parteien zunehmend. 2010 beschloss Dhlakama, seinen Wohnsitz aus der mosambikanischen Hauptstadt Maputo in die größte Stadt des Nordens, Nampula, zu verlegen. Nach einem gescheiterten Gesprächsversuch mit dem Staatspräsidenten Guebuza schickte dieser Sicherheitskräfte zum Wohnsitz Dhlakamas nach Nampula, um Dhlakama einzuschüchtern. Infolgedessen zog sich dieser zurück in das während des Bürgerkriegs bestehende Hauptquartier der RENAMO im Dorf Sathundjira im Distrikt Gorogonsa.
2013 begann die RENAMO auf Anordnung von Dhlakama bewaffnete Scharmützel mit den staatlichen Sicherheitskräften und griff unter anderem eine Polizeistation in der Kleinstadt Múxunguè an. Nach einem missglückten Angriff der staatlichen Sicherheitskräfte auf das RENAMO-Hauptquartier, bei dem Dhlakama unversehrt entkam, führten Staatspräsident Guebuza und der RENAMO-Vorsitzende monatelange Verhandlungen für einen neuen Friedensvertrag. Nach dessen Abschluss im September 2014 nahm die RENAMO auch an den Parlamentswahlen und Dhlakama an den Präsidentschaftswahlen in dem Jahr teil. Dhlakama verlor diese Wahlen auch gegen den neuen Kandidaten der FRELIMO, Filipe Nyusi mit 36 Prozent zu 57 Prozent der abgegebenen Stimmen.

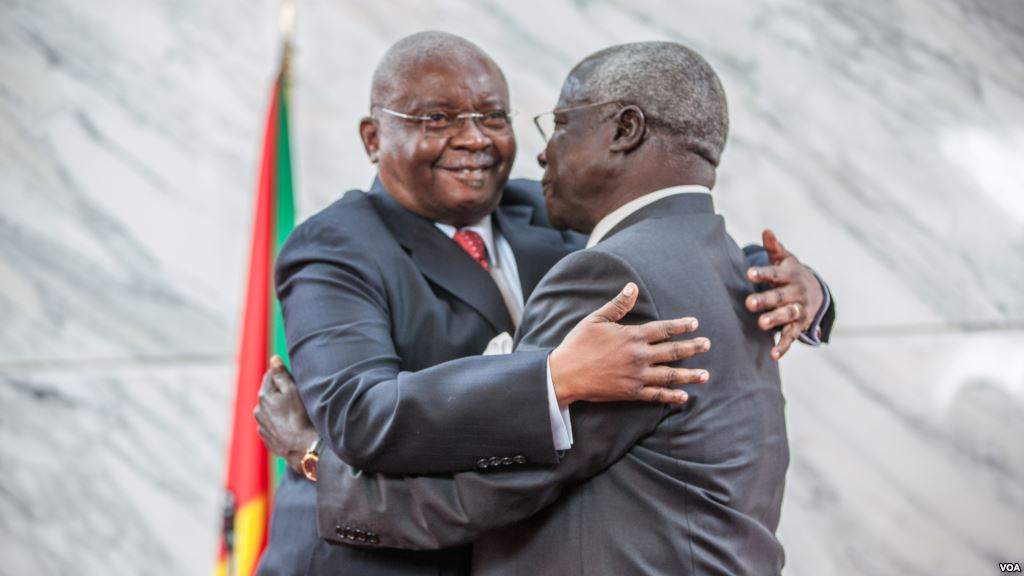
Afonso Dhlakama (rechts) mit Staatspräsident Armando Guebuza

Auch mit Nyusi setzte Dhlakama die Verhandlungen fort, inzwischen ging es vor allem um eine bessere politische Teilhabe der Opposition am Geschehen Mosambiks. Unter anderem forderte Dhlakama eine Dezentralisierung des mosambikanischen Zentralstaats und damit verbunden eine demokratische Wahl der Provinzgouverneure, die bis heute vom Staatspräsidenten ernannt werden. Die Verhandlungen führten jedoch zunächst zu keinen Ergebnissen, sodass Dhlakama die Waffengewalt wieder aufnehmen ließ: regelmäßig wurde der Verkehr auf der wichtigsten Nationalstraße Mosambiks, der Estrada Nacional 1 zwischen Rio Save und Muxúnguè, beschossen. 
In der gleichen Zeit sah sich Dhlakama drei – laut RENAMO staatlich befohlenen – Mordversuchen ausgesetzt, bei denen der RENAMO-Vorsitzende jedoch regelmäßig entkommen konnte. Daraufhin verschanzte sich dieser weiter im Gorongosa-Busch, da er seine Ermordung – analog zum angolanischen Oppositionsführer Jonas Savimbi – befürchtete. Im Zuge dessen kam der französisch-mosambikanische Jurist Gilles Cistac ums Leben, der für die RENAMO ein juristisches Gutachten erstellt hatte, das deutlich machte, dass eine Dezentralisierung auch ohne eine Verfassungsänderung möglich wäre. Die bis heute weder verhafteten noch verurteilten Täter werden im Kreis der radikalen FRELIMO-Anhänger vermutet.
Ab 2017 gewannen die Friedensverhandlungen unter Schweizer Vermittlung durch Mirko Manzoni erneut an Fahrt, Staatspräsident Filipe Nyusi gelang es nach mehreren Telefongesprächen und zwei Besuchen im Gorongosa-Busch, Dhlakama zunächst zu einem Waffenstillstand und später zu politischen Verhandlungen zu bewegen. Anfang 2018 galten die Verhandlungen als praktisch abgeschlossen, ein Gesetzespaket zur Dezentralisierung des Landes war bereits im Verabschiedungsprozess des mosambikanischen Parlaments. Auch die lange von der FRELIMO geforderte Eingliederung aller RENAMO-Milizen in die staatlichen Sicherheitskräfte bzw. gar deren Entwaffnung galt als beschlossene Sache.

### Tod

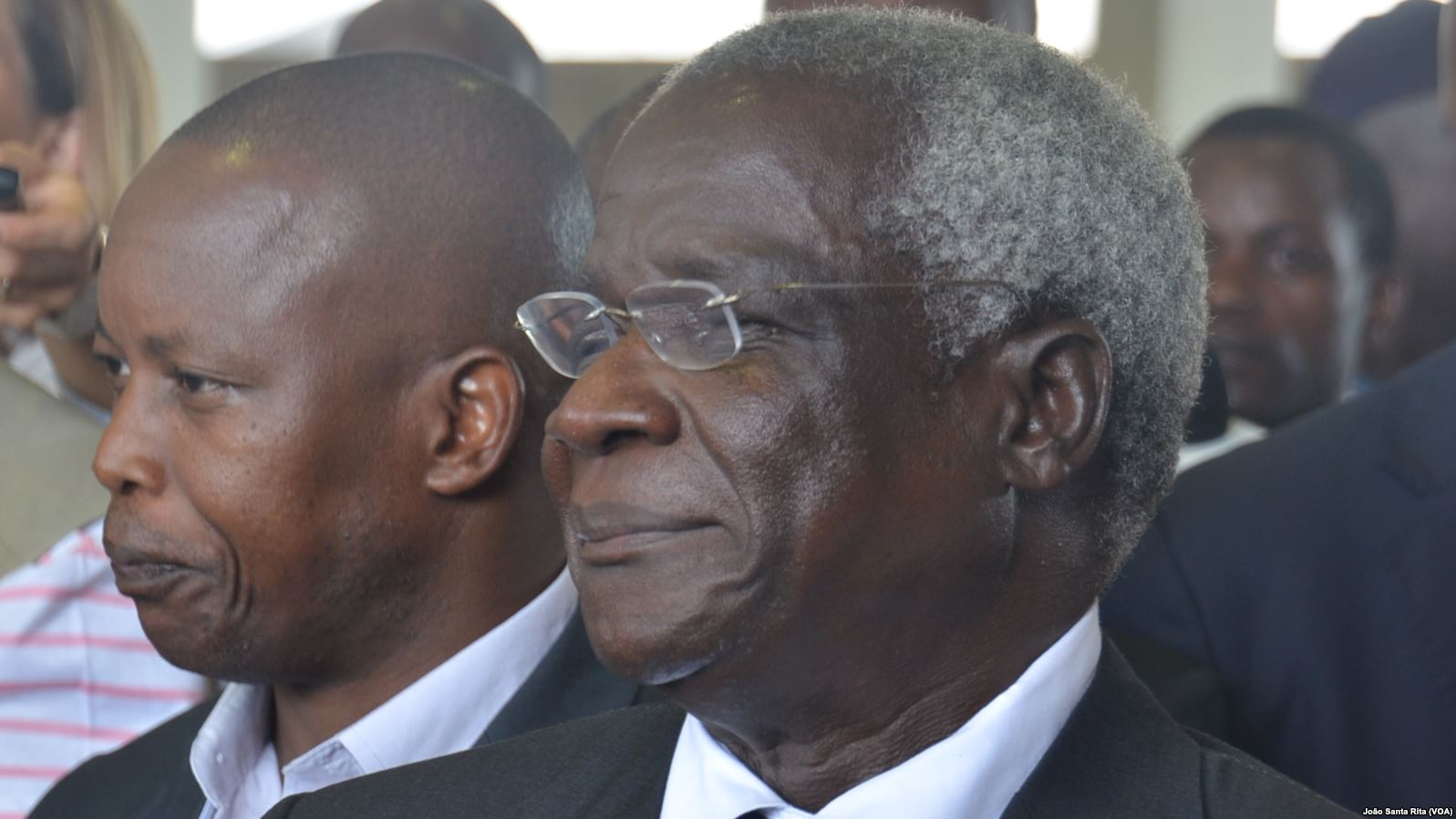
Dhlakama (vorn) verstarb am 3. Mai 2018 in Gorongosa. Ossufo Momade übernahm den RENAMO-Vorsitz.

Am Morgen des 3. Mai 2018 verstarb Dhlakama nach einem Herzversagen, bevor er in ein südafrikanisches Krankenhaus ausgeflogen werden konnte. Die Verhandlungen zwischen FRELIMO und RENAMO standen laut Oppositionspolitikerin Ivone Soares kurz vor dem Abschluss. Es ist ungewiss, was der Tod für den innermosambikanischen Friedensprozess, geschweige denn die RENAMO im Allgemeinen, bedeuten wird.
Zahlreiche Persönlichkeiten Mosambiks wie aus dem Ausland bekundeten ihre Trauer ob des Todes von Dhlakama. Staatspräsident Filipe Nyusi sprach am gleichen Abend in einer Sondersendung des staatlichen Fernsehsenders TVM über den Verlust des Oppositionsführers, den er als „seinen Bruder“ bezeichnete, und beklagte, dass er zu spät informiert worden sei, um Dhlakama rechtzeitig auszufliegen. Eine öffentliche Trauerfeier für Dhlakama fand am 8. Mai im Stadion von Ferroviário da Beira in der Hafenstadt Beira statt. Am darauffolgenden Tag wurde Dhlakama an seinem Geburtsort Mangunde beerdigt.
Den Vorsitz der RENAMO übernahm zunächst kommissarisch Ossufo Momade, von 2005 bis 2012 Generalsekretär der RENAMO und seit 2017 Sicherheitsbeauftragter der Partei. Er ist Mitglied des mosambikanischen Parlaments. Momade galt als enger Vertrauter von Dhlakama.

### Privat
Afonso Dhlakama war mit Rosaria Xavier Mbiriakwira Dhlakama verheiratet und hinterließ acht Kinder. Er war christlichen Glaubens.